# Canala
Canala ist eine Gemeinde an der Ostküste Neukaledoniens zwischen Thio und Kouaoua. Die Gemeinde wurde 1859 Napoléonville genannt. Die Orte der Gemeinde sind: Nakéty, Ema (Canala), Haouli(?), Koh, Négropo und Ouassé. In der Nähe werden Nickel und Kobalt abgebaut. Im Canala-Tal befindet sich eine Natriumsulfid-Thermalquelle mit einer Temperatur von 40–42 °C.
Die höchste Erhebung in Canala ist der Mont Nakada mit 1134 m.

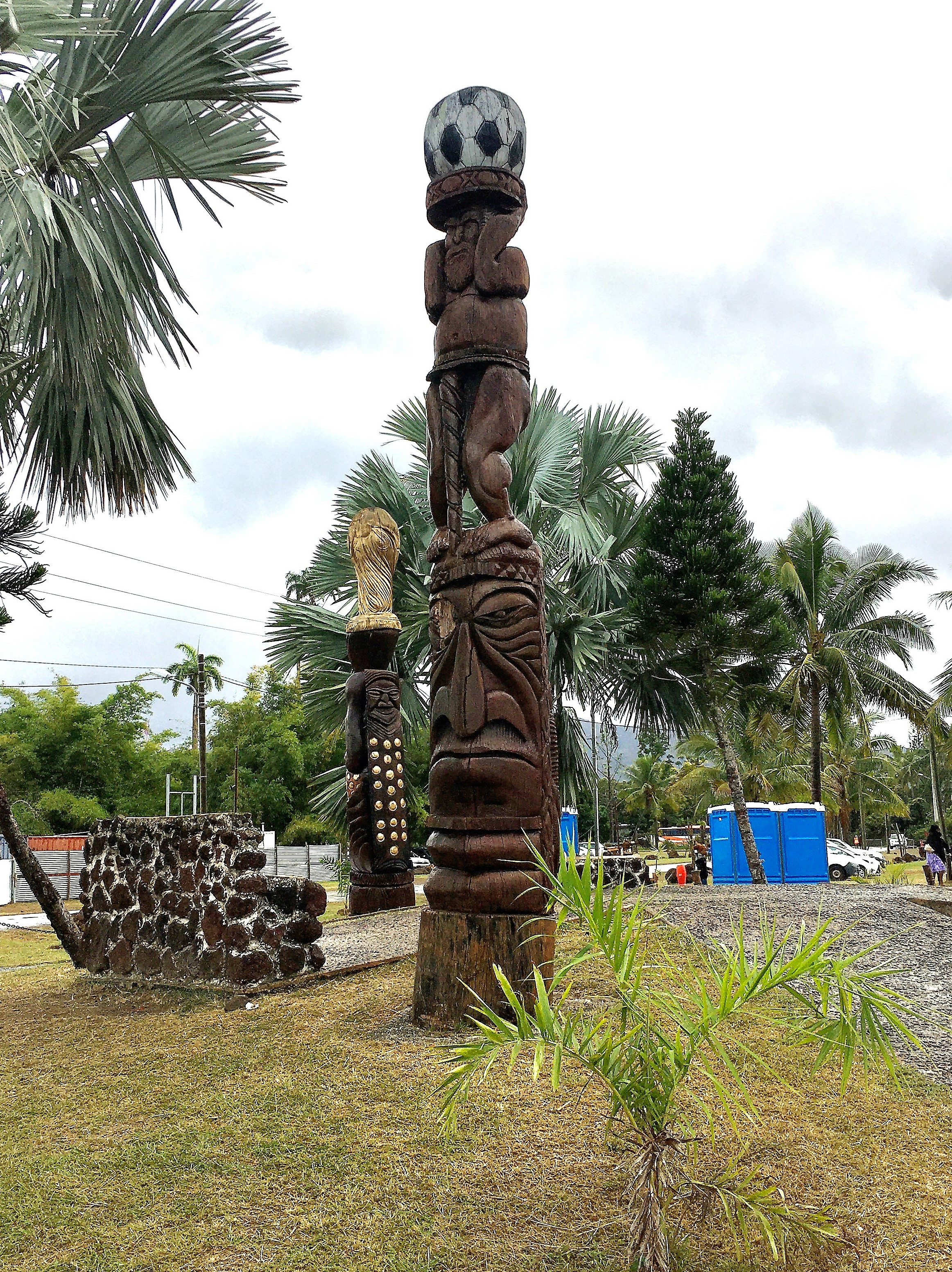
Totem in Canala

Es gibt einen kleinen Flughafen.

## Bevölkerung
| Bevölkerungsentwicklung in Canala | Bevölkerungsentwicklung in Canala | Bevölkerungsentwicklung in Canala | Bevölkerungsentwicklung in Canala | Bevölkerungsentwicklung in Canala | Bevölkerungsentwicklung in Canala | Bevölkerungsentwicklung in Canala | Bevölkerungsentwicklung in Canala | Bevölkerungsentwicklung in Canala | Bevölkerungsentwicklung in Canala | Bevölkerungsentwicklung in Canala | Bevölkerungsentwicklung in Canala |
| --------------------------------- | --------------------------------- | --------------------------------- | --------------------------------- | --------------------------------- | --------------------------------- | --------------------------------- | --------------------------------- | --------------------------------- | --------------------------------- | --------------------------------- | --------------------------------- |
| Jahr                              | 1956                              | 1963                              | 1969                              | 1976                              | 1983                              | 1989                              | 1996                              | 2004                              | 2009                              | 2014                              | 2019                              |
| Einwohner                         | 1939                              | 2133                              | 2451                              | 2675                              | 2646                              | 2732                              | 3374                              | 3512                              | 3341                              | 3687                              | 3701                              |

| Ethnische Verteilung | Ethnische Verteilung | Ethnische Verteilung | Ethnische Verteilung |
| -------------------- | -------------------- | -------------------- | -------------------- |
| Kanaken              | Europäer             | Gemischt             | Andere               |
| 95,2 %               | 0,8 %                | 2,6 %                | 1,3 %                |